# Світцерит
Світцерит (рос. свитцерит; англ. switzerite; нім. Switzerit m) — мінерал, водний фосфат манґану і заліза. За прізв. амер. мінералога Дж. Світцера (G.Swirtzer), P.B.Leavens, J.S.White, 1967.

## Опис
Хімічна формула: (Mn2+,Fe)3[PO4]2∙(4-7)H2O. Склад у % (з родов. Фут, США): MnO — 36,15; FeO — 9,30; Fe2O3 — 3,84; P2O5 — 32,49; H2O — 17,70. Сингонія моноклінна. Призматичний вид. Утворює луски, розетки, нальоти, рідше таблитчасті кристали. Спайність по (100) досконала, по (010) ясна. Густина 2,95. Тв. 2,5. Колір блідо-рожевий, золотисто-бурий; змінений світцерит — бурий до шоколадного. На площинах спайності перламутровий полиск до алмазноподібного блиску. Гнучкий. Зустрічається у альбіт-кварцових прожилках у пегматиті. Супутні мінерали: альбіт, кварц, апатит, сидерит, сподумен, файрфільдит (ферфільдит), вівіаніт, ломонтит, родохрозит.

## Поширення
Знайдений у сподуменовому родов. Фут-Майн (Кінґс-Маунтін, штат Північна Кароліна, США), а також в Гагендорфі, Баварія (Німеччина).